# Гравійний баласт
Гравійний баласт і Піщано-гравійний баласт — баласт для верхньої частини будівлі колії (баластної призми).

## Класифікація
Залежно від зернового складу природного піщано-гравійної суміші, що утворилася в результаті природного руйнування гірських порід, баласти поділяють на: 
- гравійний
- піщано-гравійний

Зміст кварцових зерен та зерен міцних гірських порід у піщаній частині баласту (фракції розміром від 0,16 до 5 мм) повинно бути не менше 50% від маси цих фракцій. Вміст зерен слабких гірських порід (з межею міцності при стисненні менше 20 МПа у водонасиченому стані) в гравійної частини баласту (понад 5 мм) не повинно перевищувати 10 % від загальної маси цих фракцій. Пісок, який використовується для піщаної подушки, повинен бути дренувальним і мати коефіцієнт фільтрації Кф > 0,5 м/добу. 

## Застосування
Відповідно до ГОСТ 7394—85, в залізничному колійному господарстві гравійний та піщано-гравійний баласт застосовується на станційних, під'їзних та з'єднувальних коліях, а також як подушка під усі види баластів (щебеневий, азбестовий). Довідправляється також баластування головного шляху 4-го класу. 

## Проблеми використання
Від якості та стану баластного шару залежить інтенсивність росту залишкових деформацій шляхи та обсяги виправочних робіт. Водночас на російських залізницях саме баластний шар є найзанедбанішим елементом верхньої будови колії. Причиною цього є низька якість очищення баласту та порушення ГОСТу на новий щебінь (переважно за змістом фракцій менше 25 мм). У зарубіжних країнах здійснюється навіть промивка гравію перед укладанням в дорогу. 